# Bilety kasowe Królestwa Polskiego
Bilety kasowe Królestwa Polskiego – papierowe znaki pieniężne zwane biletami kasowymi, pierwotnie wyemitowane przez Królestwo Polskie, z umieszczoną datą emisji 1824, wprowadzone do obiegu jako pełnoprawne banknoty przez utworzony w 1828 r. Bank Polski.

## Rys historyczny
Kongres wiedeński ustanowił na części ziem byłej I Rzeczypospolitej następne kadłubowe państwo – Królestwo Polskie, zwane też czasami Królestwem Kongresowym lub w skrócie Kongresówką – podporządkowane Imperium Rosyjskiemu. System monetarny (złotowy) nowo utworzonego państewka ukształtował ukaz carski z 1 grudnia 1815 r. – wprowadzał szereg nowych monet, w przypadku kurantu (monet grubych) pod względem metrologicznym upodobnionych do rozwiązań rosyjskich, a w przypadku monet drobnych (groszowych) nawiązujących do tradycji Księstwa Warszawskiego. Był to przykład monometalizmu opartego na srebrze przy założeniu stałej relacji do rosyjskiego rubla (1 złoty polski = 15 kopiejek), pod tym względem różniący się od bimetalizmu, opartego na srebrnych talarach i złotych dukatach, I Rzeczypospolitej. Już w momencie wprowadzania system ten był anachroniczny zarówno wobec swoich odpowiedników w Rosji jak i zachodniej Europie. Inaczej niż w nowoczesnych rozwiązaniach dalej obowiązywała zasada zysku menniczego. 
Pokój, stabilizacja budżetu i pieniądza, dobrze posłużyły rozwojowi gospodarczemu. W królestwie udało się podźwignąć gospodarkę, dzięki energicznej polityce skarbowej zlikwidowano deficyt budżetowy, a zastosowanie protekcjonizmu celnego doprowadziło do rozwoju przemysłu. Od 1817 r. powstawały banki, w 1825 r. powołano Towarzystwo Kredytowe Ziemskie. Najprawdopodobniej z powodu złych doświadczeń ludności ze wszystkimi dotychczasowymi papierowymi pieniędzmi (biletami kościuszkowskimi, biletami Księstwa Warszawskiego, wiedeńskimi bankocetlami oraz rosyjskimi asygnatami), pomimo ogromnych problemów skarbowych w latach 1816–1821, rząd królestwa nie skorzystał z możliwości emisji biletów państwowych. 
Projekty emisji pieniądza papierowego wysunięto dopiero na forum rządu królestwa jako pokłosie dyskusji prowadzonej przez reformatorów gospodarki, z Fryderykiem Skarbkiem na czele. Zgłoszona propozycja wiązała się z utworzeniem banku krajowego, opartego na emisji pieniądza papierowego. Promotorem takiego rozwiązania był minister skarbu – Franciszek Ksawery Drucki Lubecki. Postanowienie królewskie z 15 kwietnia 1823 r. zezwalało na emisje „biletów kassowych Królestwa Polskiego” w kwocie 16 mln złotych polskich. Przy wymianie na monetę kruszcową wprowadzono jednak dwuprocentowe adio (3 grosze od każdych 5 złotych polskich). Druk biletów kasowych (nazwanych tak gdyż przewidywano ich wymianę na monetę w kasach królestwa) wykonano w Petersburgu. Produkcję ukończono w połowie 1824 r. – taką też datę emisyjną umieszczono na wszystkich nominałach, tj. 5, 10, 50 i 100 złotych polskich. 

## Bilety kasowe emisji 1824[6][7]
Bilety kasowe emisji 1824 r. miały formę prostokąta o zróżnicowanych wymiarach, od 151 x 110 mm (5 złotych polskich), do 166 x 116 mm (100 złotych polskich). Wydrukowano je w różnych kolorach: niebieskim, różowym, jasnożółtym i białym. 
Na awersie bogate gilosze dwóch ramek otaczały centralne napisy. U góry umieszczono herb Królestwa Polskiego. Każdy bilet zawierał:
- oznaczenie nominału,
- datę roczną,
- kolejną numerację,
- faksymile (wyciśnięte gryfami[9]) podpisów dwóch komisarzy królewskich (znanych jest 15 takich komisarzy[9]) oraz
- suchą pieczęć z napisem i herbem Królestwa Polskiego.

Awersy wszystkich nominałów biletów mają taką samą kompozycję bazującą na wzorze asygnat rosyjskich. W centralnej części pod herbem Królestwa Kongresowego umieszczonym na ozdobnej ramce u góry, znajdował się napis:

BILET KASSOWY 
Królestwa Polskiego
Ukazicielowi onego wypłaci Kassa Wymiany stosownie
do Postanowienia Królewskiego z dnia 15 Mca Kwietnia
Roku 1823. złotych Pięć albo Dziesięć albo Pięćdziesiąt albo Sto monetą kurs w Kraju mającą.
Bilet ten przyjęty będzie we wszystkich Kassach Skarbowych
z lewej i z prawej strony KOMMISARZ KROLEWSKI
w czterech rogach napisy na wewnętrznej ramce B K K P
u góry PIĘĆ albo DZIESIĘĆ albo PIĘĆDZIESIĄT albo STO (przedzielone herbem Królestwa) ZŁOTYCH
na dole z lewej BILET pośrodku A albo B albo C albo D z prawej strony KASSOWY
na krótszym boku z lewej 1824 i z prawej ROKU

Stosowna klauzula gwarantowała nieograniczoną wymienialność Biletów Kasowych Królestwa Polskiego na monetę. 
Każdy z biletów wydrukowany został na papierze ze znakami wodnymi w kształcie nominałów danego odcinka. 
Na rewersie wydrukowano w ramce, na tle giloszy, tylko nominał danego biletu oraz umieszczono odręczny podpis upoważnionego kontrolera bankowego.  Bilety emisji 1824 r. były pierwszym polskim pieniądzem papierowym drukowanym dwustronnie.
Było zasadą, że każdy bilet podpisywało dwóch komisarzy zajmujących różną pozycję w hierarchii państwowej. Osoba bardziej znacząca składała podpis z lewej strony – mniej znacząca z prawej (senator – poseł ; poseł – radca stanu). Gdy jednym z podpisujących był senator, to drugim mógł być tylko poseł. Jeżeli pierwszy podpis należał do radcy stanu to drugim podpisującym był poseł, nigdy nie senator. Zwyczaj ten stosowany był również wcześniej – przy emisjach biletów Księstwa Warszawskiego (komisarz – kontroler) oraz prawdopodobnie później przy pierwszych emisjach  Banku Polskiego:
- w złotych polskich z datą 1830
- w rublach z lat 1841–1843 (prezes – dyrektor).

Po wydrukowaniu bilety kasowe jednak nie zostały wprowadzone do obiegu w roku 1824. Złożono je w skarbcu w Petersburgu. Przyczyną rezygnacji była opinia m.in. samego Fryderyka Skarbka („Rys ogólny nauki finansów”, Warszawa 1824) iż 

(...) niewłaściwe jest czerpanie przez państwo korzyści z emisji pieniądza papierowego, mającego li tylko dobro handlu na celu, a nie ich posiadaczy (...)

pomimo iż bilety te zabezpieczone były na dochodach skarbu królestwa. 
Bilety kasowe z 1824 r. do obiegu trafiły już jako pełnoprawne banknoty po otwarciu 6 maja 1828 r. Banku Polskiego – centralnego banku Królestwa Polskiego, uprawnionego do emisji papierowych znaków pieniężnych do wysokości posiadanych wkładów.
| Nominał              | Awers i rewers biletu | Charakterystyka |
| -------------------- | --------------------- | --------------- |
| 5 złotych polskich   |                       | Emisja: 1824    |
| 10 złotych polskich  |                       | Emisja: 1824    |
| 50 złotych polskich  |                       | Emisja: 1824    |
| 100 złotych polskich |                       | Emisja: 1824    |

## Wzory

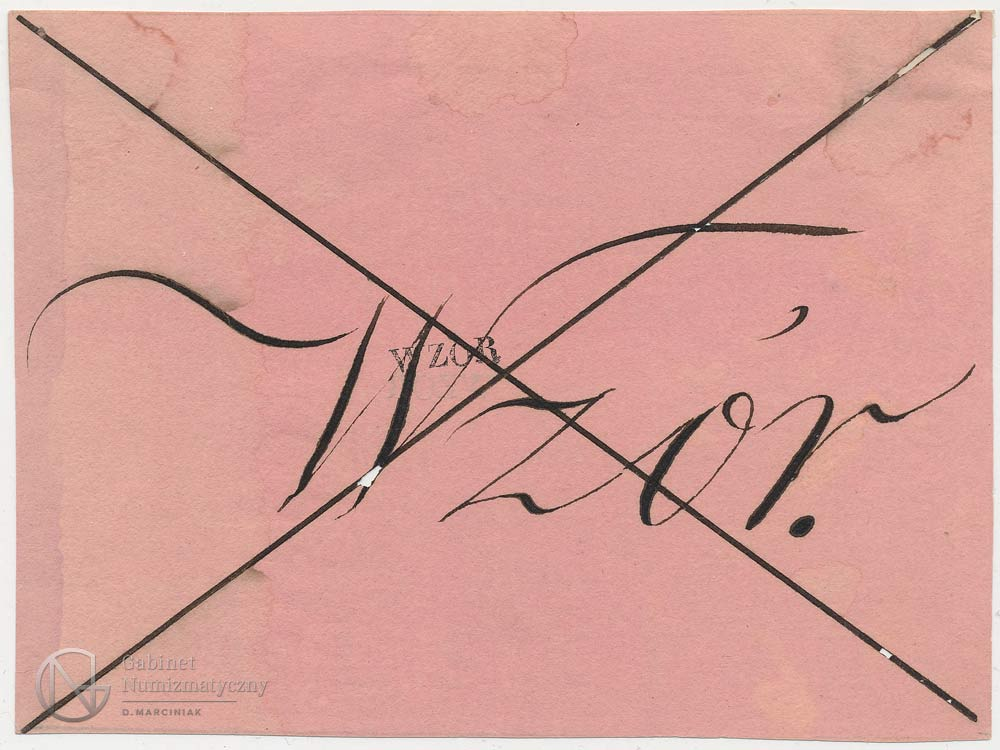
awers wzoru papieru 10 złotych
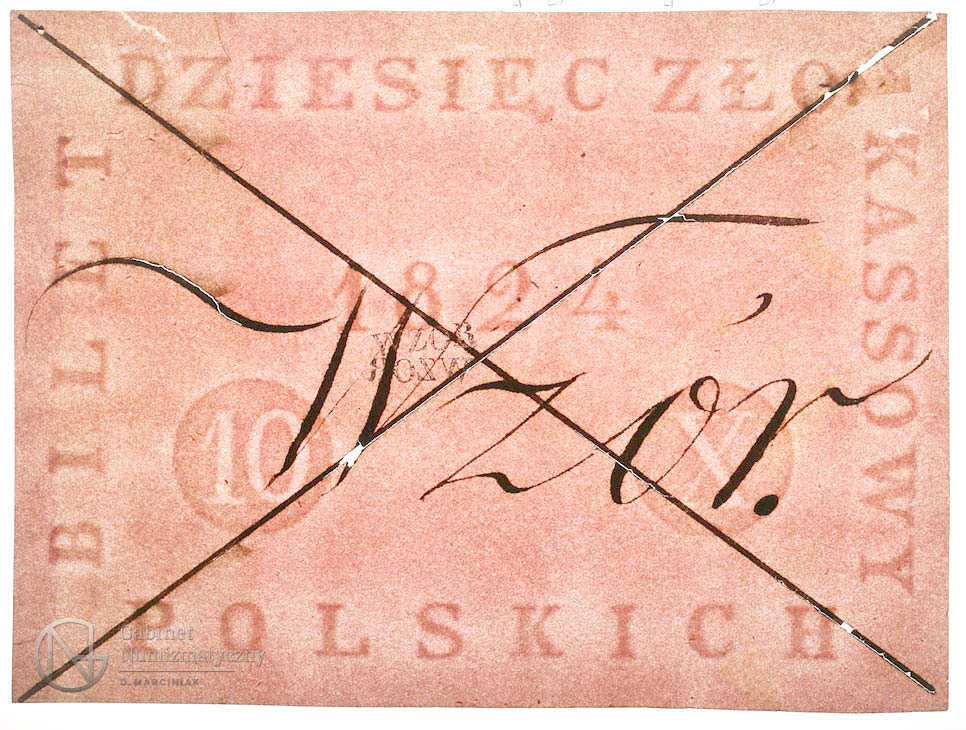
rewers wzoru papieru 10 złotych